# Tateinheit
Tateinheit ist ein Begriff aus dem deutschen Konkurrenzrecht. Sie liegt nach § 52 StGB immer dann vor, wenn dieselbe Handlung mehrere Strafgesetze oder dasselbe Strafgesetz mehrmals verletzt. Als Rechtsfolge wird nach dem Absorptionsprinzip nur auf eine Strafe erkannt. Sind mehrere Strafgesetze verletzt, so wird die Strafe nach dem Gesetz bestimmt, das die schwerste Strafe androht.

## Abgrenzung zur Tatmehrheit
Die Abgrenzung zur Tatmehrheit ist differenziert in der Lehre entwickelt worden. Dauerdelikte und mehraktige wie zusammengesetzte Delikte stellen in der Regel nur einen Straftatbestand dar. Wird der Unrechtserfolg in derselben Tatsituation unselbstständig intensiviert, liegt ebenfalls nur ein Straftatbestand vor. Tatmehrheit ist in diesen Fällen daher nicht anzunehmen. Fortsetzungstaten fallen ebenfalls nicht mehr darunter, nachdem der Bundesgerichtshof die Figur des Fortsetzungszusammenhangs 1994 praktisch abgeschafft hat.
Auf der zweiten Stufe ist daher zu fragen, ob überhaupt eine Handlungseinheit vorliegt. Dabei ist der Begriff der Handlungseinheit weit zu verstehen. Die Handlung im natürlichen Sinn ergibt sich daraus, dass aufgrund eines Willensentschlusses eine körperliche Bewegung anschließt. Die natürliche Handlungseinheit zeigt einen engen räumlichen und zeitlichen Zusammenhang bei mehreren gleichartigen Begehungsweisen, die gegen höchstpersönliche Rechtsgüter gerichtet sind. Die rechtliche Handlungseinheit ergibt sich bei der Verbindung von mehraktigen Delikten, bei gleichzeitiger Begehung von Dauerdelikten sowie durch die Klammerwirkung verschiedener Deliktstypen.
Ist danach eine Handlungseinheit zu bejahen, ist zu prüfen, ob Gesetzeskonkurrenz vorliegt. Liegen lediglich Qualifikationen, Privilegierungen, subsidiäre Delikte oder mitbestrafte Begleittaten vor, scheidet eine Tateinheit aus. Im Übrigen kommt Tateinheit nach § 52 StGB (sogenannte Idealkonkurrenz) in Betracht.